# Lycaena basilipuncta
Lycaena basilipuncta är en fjärilsart som beskrevs av Tutt 1906. Lycaena basilipuncta ingår i släktet Lycaena och familjen juvelvingar. Inga underarter finns listade i Catalogue of Life.